# 同時計数法
同時計数法(どうじけいすうほう、英coincidence counting)とは、放射線計測法の一種、複数の入力端子のすべてに同時(計数回路固有の分解時間内)に入力パルスが到達した時にだけ、計数する方法。放射能の絶対温度や崩壊図式の決定、カスケードγ線どうしの角度相関の測定には欠かせない。
逆に一方のパルス入力に対して、他方の端子に入力がない場合だけを、計測する方法が逆同時計測法(anti-coincidence counting)で、放射線検出器においてバックグラウンドの影響を低下させ検出感度を高める目的に用いられている他、原子核計測の分野で幅広く利用されている。例えば直列に配置した検出器の間で同時及び逆時計計算を行うことにより、粒子線の飛来方向の弁別や透過率測定が出来、２個の検出器を通過する粒子が与える入力パルスの波高からは粒子の弁別が出来る。また２個の粒子の速度が異なる場合など、遅延回路を組み込んだ遅延同時計測法(delayed coincidence counting)を適用し、２粒子の入力パルスの時間差の測定からその飛行速度を求めたり、飛来位置を検出する事も行われている。